# Malé Hoste
Malé Hoste es un municipio del distrito de Bánovce nad Bebravou en la región de Trenčín, Eslovaquia, con una población estimada a final del año 2024 de 403 habitantes.
Se encuentra ubicado en el centro-sur de la región, cerca del río Bebrava (cuenca hidrográfica del río Danubio) y de la frontera con la región de Nitra.

## Demografía
| Año        | 1994 | 2004    | 2014    | 2024    |
| ---------- | ---- | ------- | ------- | ------- |
| Población  | 434  | 449     | 416     | 403     |
| Diferencia |      | +3,45 % | −7,34 % | −3,12 % |

| Año        | 2023 | 2024    |
| ---------- | ---- | ------- |
| Población  | 402  | 403     |
| Diferencia |      | +0,24 % |